# NK Beničanci
NK Beničanci je nogometni klub iz Beničanaca u općini Magadenovac, a nedaleko Donjeg Miholjca u Osječko-baranjskoj županiji.
NK Beničanci je član Nogometnog središta D. Miholjac te Županijskog nogometnog saveza Osječko-baranjske županije. Klub je osnovan 1952.

## Povijest
Igranje nogometa u Beničancima počinje još tijekom 1930-ih pod nazivom NK "Jadran". 1952. službeno je osnovan NK "Partizan" koji djeluje do 1972. 1974. klub se reaktivirao pod imenom NK "Ina", a 1998. klub mijenja naziv u sadašnji NK "Beničanci". Trenutačno klub ima u natjecanju samo ekipu seniora u sklopu 2. ŽNL Liga NS D. Miholjac.

## Uspjesi kluba
- 1964./65. prvaci Općinske nogometne lige D. Miholjac
- 1967. i 2008. Kup NS D. Miholjac
- 1997./98., 2009./10. i 2017./18. – prvaci 3. ŽNL NS D. Miholjac

## Vanjska poveznice
- Službena stranica Općine Magadenovac